# Giornata mondiale della gioventù 2000
(Messaggio di Giovanni Paolo II per la GMG 2000, 29 giugno 1999)
La XV Giornata mondiale della gioventù ha avuto luogo dal 15 al 20 agosto 2000 a Roma. La manifestazione si è svolta all'interno dell'anno giubilare del 2000 e corrisponde alla sua quindicesima edizione.
Il tema con cui il Papa ha intitolato l'incontro è stato "Il Verbo si fece carne e venne ad abitare in mezzo a noi" (Giovanni,1,14).
Papa Giovanni Paolo II ha scelto come tema per questa GMG "la frase lapidaria con cui l'apostolo Giovanni esprime il mistero altissimo del Dio fatto uomo". Secondo l'apostolo Giovanni: "Ciò che contrassegna la fede cristiana, rispetto a tutte le altre religioni, è la certezza che l'uomo Gesù di Nazaret è il figlio di Dio, il Verbo fatto carne, la seconda persona della Trinità venuta nel mondo".

## L'invito del Papa a Roma
Il Papa invitò i giovani cattolici a partecipare alla XV GMG al termine della XII GMG tenutasi a Parigi con queste parole:

## Il programma delle Giornate

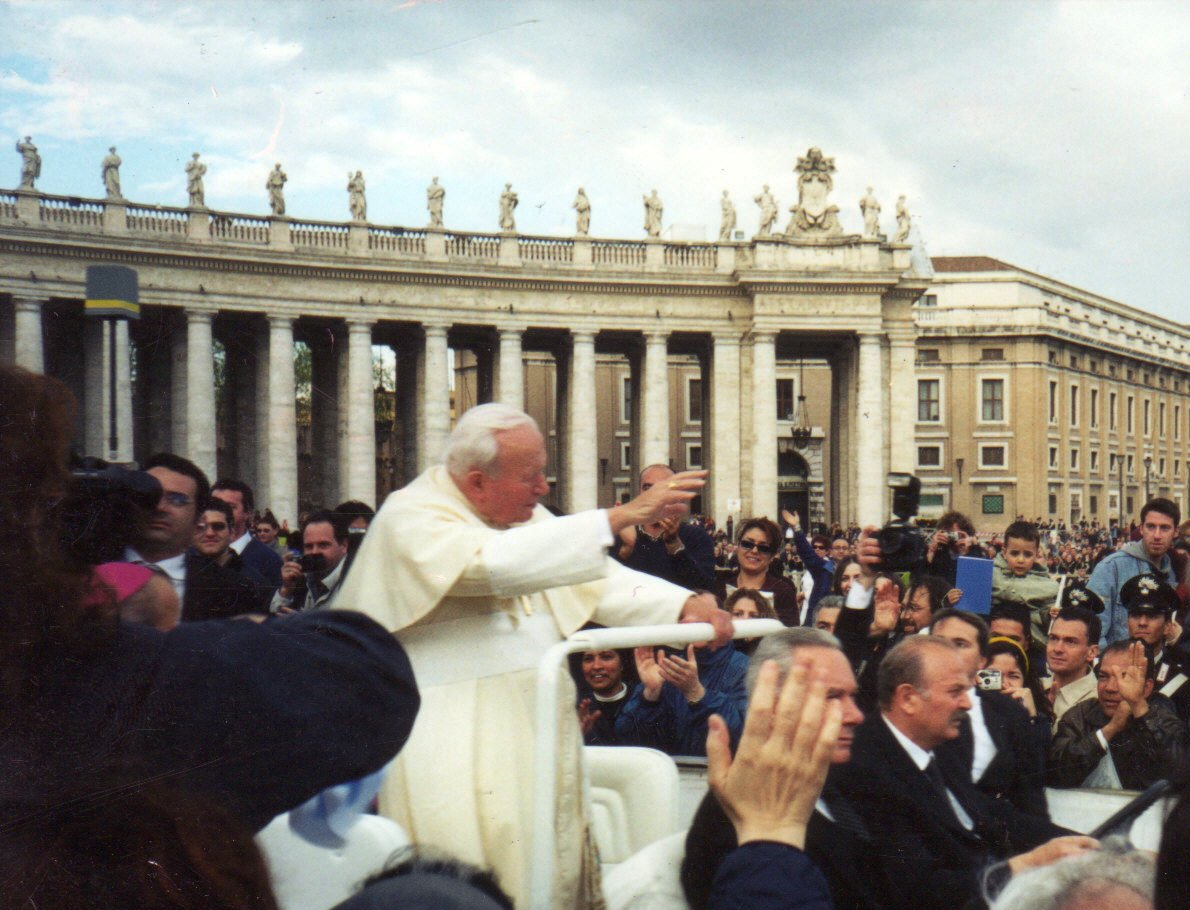
Il papa saluta i pellegrini in piazza San Pietro

Prima dell'inizio delle GMG si tengono i "Giorni nelle Diocesi", che per la prima volta includono delle esperienze di volontariato.

### Martedì 15 agosto

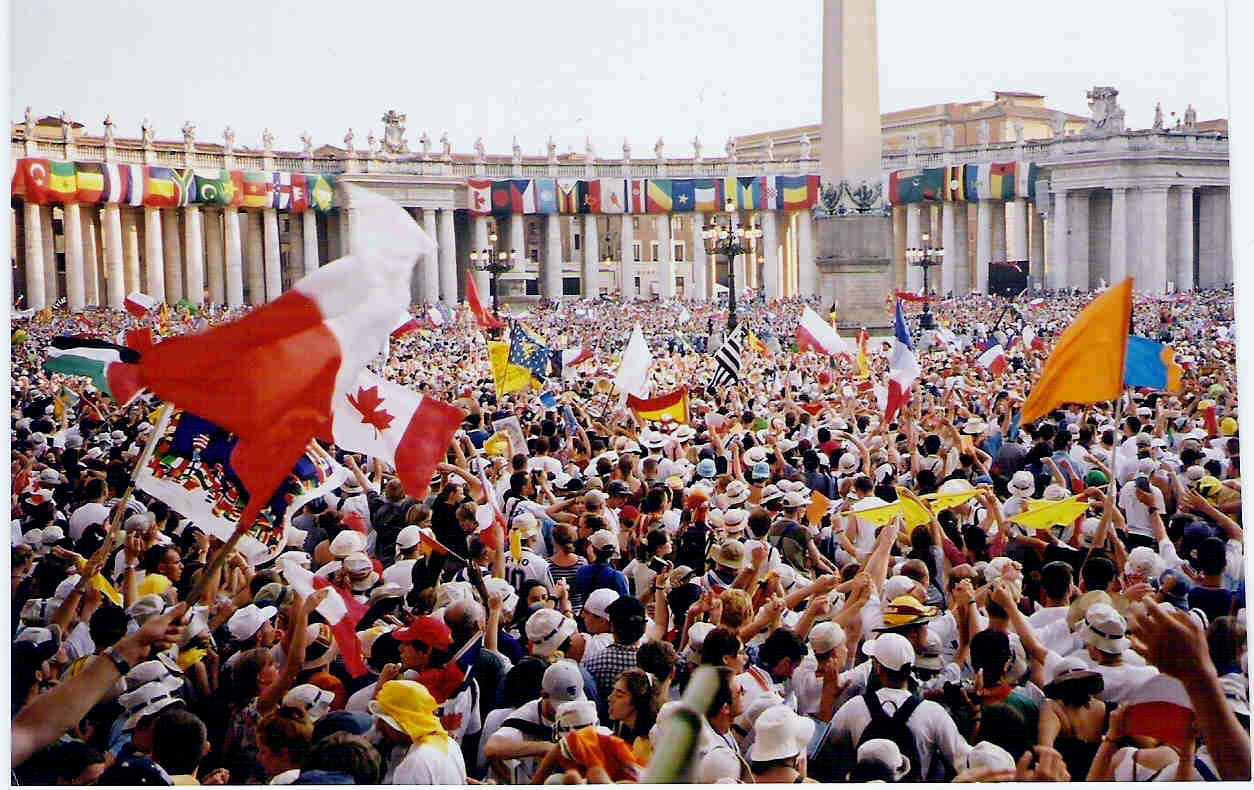
I giovani pellegrini in Piazza San Pietro

La quindicesima GMG inizia ufficialmente nel pomeriggio con la messa di apertura in piazza San Giovanni in Laterano presieduta dal papa riservata ai giovani romani e italiani. Successivamente il Papa si trasferisce in piazza San Pietro nella quale si tiene una celebrazione di accoglienza riservata ai giovani stranieri.

### Mercoledì 16 agosto
- Inizio della tre giorni di catechesi mattutina per i partecipanti, tenute in alcune chiese di Roma e delle diocesi limitrofe divise per gruppi linguistici tenute da cardinali e vescovi provenienti da tutto il mondo.
- Da questa giornata è possibile per i giovani partecipanti compiere il pellegrinaggio giubilare varcando la Porta Santa della basilica di San Pietro.

### Giovedì 17 agosto
- Si ripete il programma della giornata precedente.

### Venerdì 18 agosto
- Si è ripetuto il programma della giornata precedente.
- In serata si tiene una Via Crucis con la croce dell'Anno santo presieduta dal cardinale Camillo Ruini dalla basilica di Santa Maria in Ara Coeli al Colosseo.

### Sabato 19 agosto
- A mezzogiorno tutte le campane delle chiese di Roma hanno suonato a festa per la preghiera dell'Angelus.
- I giovani si recano nell'area di Tor Vergata, raggiunti in serata dal papa che presiede la veglia. I giovani pernottano in luogo.

Chiamati da Giovanni Paolo II "Sentinelle del mattino", i giovani sono stati invitati a non rassegnarsi alle ingiustizie del mondo, a difendere la pace, a rendere il mondo sempre più abitabile e a dire il proprio "sì" a Cristo come centro del proprio ideale e realizzazione di felicità.

### Domenica 20 agosto
- Al mattino si tiene la celebrazione eucaristica nella grande area di Tor Vergata a cui è seguita la recita dell'Angelus.
- Il Papa annuncia che la GMG del 2002 si sarebbe tenuta a Toronto.

## Il logo
Nel logo sono riassunti i tre elementi fondamentali della XV Giornata mondiale della gioventù: il luogo, i protagonisti e l'incontro.
La città di Roma è rappresentata dalla cupola della basilica di San Pietro e dei bracci del colonnato del Bernini. L'immagine della cupola richiama la realtà della Chiesa e il pontefice.
L'incontro tra la Chiesa e il mondo avviene tramite un "abbraccio", che rappresenta la Chiesa che accoglie i giovani cattolici di Roma.
Per i colori sono state scelte tre tinte piatte della stessa gradazione: il giallo, l'arancione e il rosso. Giallo e rosso sono i colori della città di Roma, mentre l'arancione sottolinea idealmente l'incontro-abbraccio tra questi due colori.
Oggi il logo della GMG di Roma 2000 è utilizzato come logo dal Servizio nazionale per la pastorale giovanile italiana.

## I partecipanti all'incontro
Questa GMG viene ricordata anche per il numero di partecipanti, stimato in oltre due milioni, uno dei più alti registrati, anche se inferiore ai cinque milioni dell'edizione di Manila.

In Italia, i giornalisti coniarono il termine "Papaboy" per indicare i giovani che partecipavano all'incontro. Il termine ben presto divenne di uso comune per indicare i partecipanti di tutti i raduni successivi con il Papa.

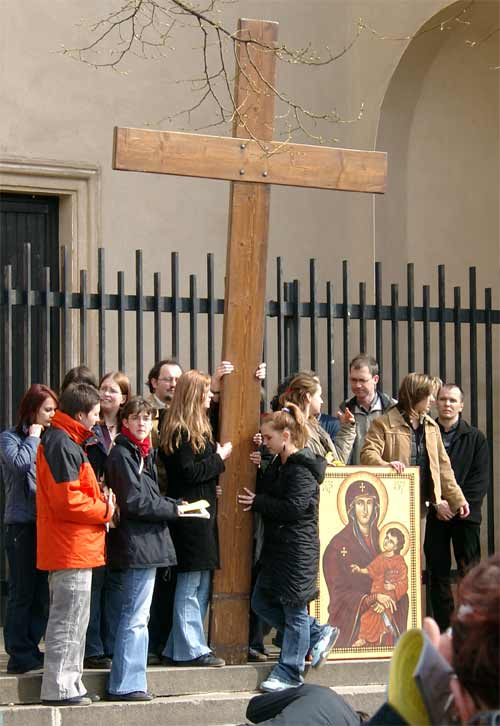
La Croce delle GMG

## L'inno
L'inno ufficiale di questa GMG si intitola "Emmanuel" (Marco Brusati - Marco Mammoli - Mauro Labellarte - Massimo Versaci), è stato arrangiato da Valter Vincenti e suonato da Giuseppe Barbera

## Santi Patroni
I principali patroni della GMG del 2000 sono stati:
| Immagine | Nome                |
| -------- | ------------------- |
|          | Salus populi romani |
|          | San Pietro          |
|          | San Paolo           |
|          | San Lorenzo         |
|          | Santa Cecilia       |
|          | Sant'Agnese         |
|          | San Tarcisio        |
|          | San Filippo Neri    |